# Carlos Sintas
Carlos Alberto Sintas (Montevideo, Uruguay, 31 de diciembre de 1952) es un exfutbolista uruguayo. Jugaba de delantero y militó en diversos equipos de Uruguay, Chile y Austria. Tuvo un exitoso paso por Chile, particularmente en Huachipato, con el cual fue campeón del fútbol chileno en 1974.

## Clubes
| Club          | País    | Año       |
| ------------- | ------- | --------- |
| Tacuarembo    | Uruguay | 1970-1973 |
| Huachipato    | Chile   | 1973-1975 |
| Aucas         | Ecuador | 1976      |
| Ñublense      | Chile   | 1976-1978 |
| Austria Viena | Austria | 1978-1979 |